# 臺南東嶽殿

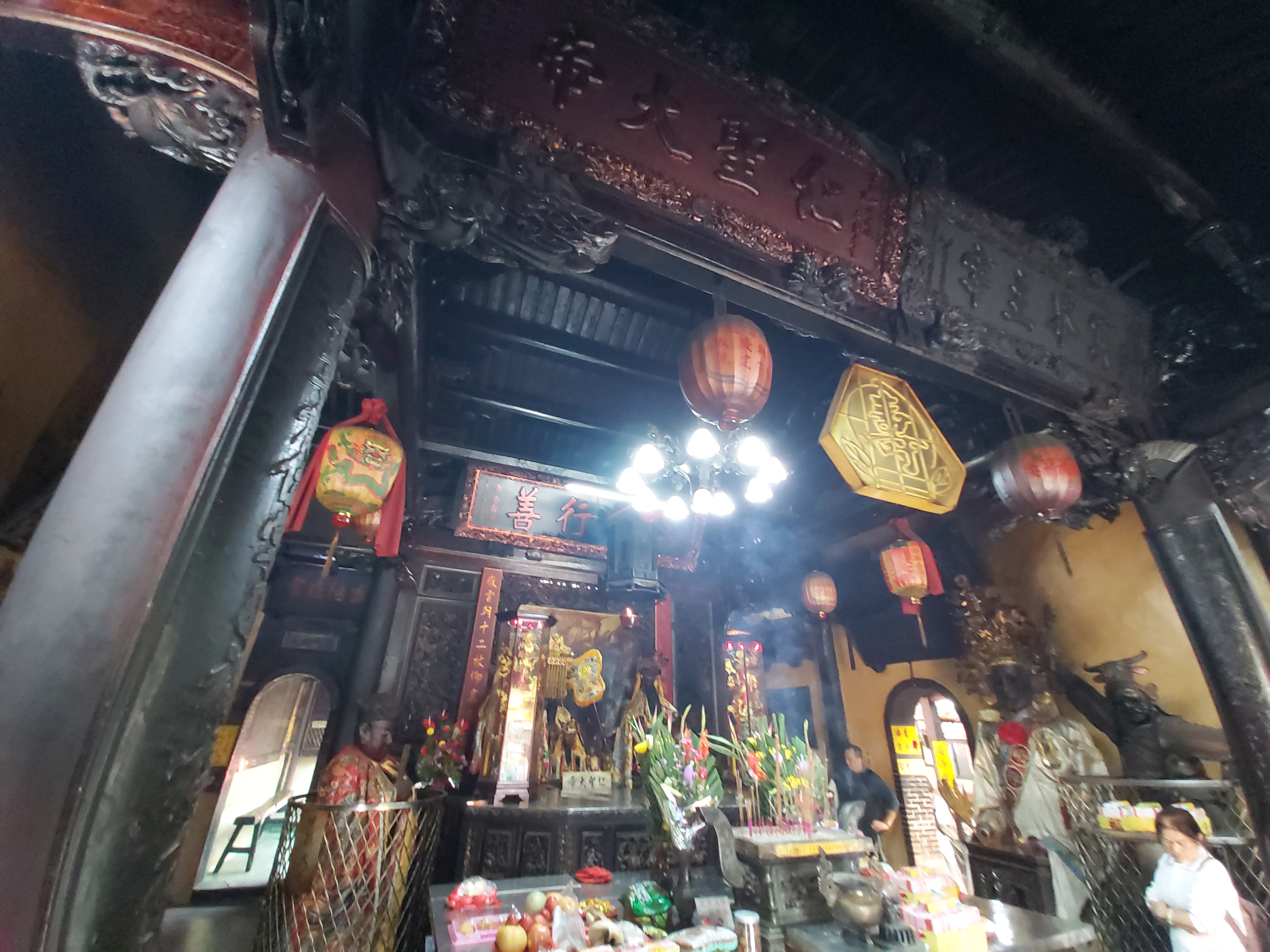
臺南東嶽殿正殿

臺南八協境東嶽殿，俗稱嶽帝廟，是位於臺灣臺南市中西區的東嶽廟，主祀東嶽仁聖大帝，創建於明鄭時期，由鄭經於明鄭永曆二十七年（1673年）正式建造，為臺灣最早奉祀東嶽大帝之首廟，亦為昔日臺灣府城七寺八廟、府城八協境廟宇之一。於1985年11月27日指定為臺南市市定古蹟。

## 沿革

### 創建
東嶽殿起源於明鄭時期在山川台紮營的官兵將嶽帝爺香灰袋掛在附近一棵松樹下朝日祭拜，信者日眾，於式於今日東嶽廟附近搭建草庵供奉東嶽大帝，並將香灰裝入小袋中當作護身符以求去病消災。 據考證，當初建供奉嶽帝爺之草厝，即今之府前路一段六十八巷五十七號一帶。明鄭永曆二十七年（1673年）時，時值三藩之亂，鄭經欲西征而在當年九月將廟宇遷建至現址，以求出師順利，或言是為了提升己方地位，好與位處西邊的三藩比肩:117。

### 清領時期
入清之後，康熙年間有三次修建，依《福建通志．卷十一祠廟》記載，康熙二十四年（1685年）臺灣知府蔣毓英捐俸重修該廟；八年之後依《臺灣府志．卷二壇廟》所記臺廈道道臺高拱乾又發起重修，此時仍維持明鄭時的樣貌，康熙四十一年（1702年）時由鄉人鳩資修建，增建左護龍。之後依《重修臺灣縣志．卷六祠宇志》中記載乾隆十六年（1751年）舉人許志剛（生卒年不詳）等人發起重建，大抵完成全貌，至今東嶽殿舊構件大多是此次工程所留存。乾隆三十二年（1767年）又再次整修。廟內懸掛「帝出乎震」匾額上記載嘉慶十四年（1809年）重修時增建了鐘鼓樓，為此廟規制較完整的包含三進兩護龍與鐘鼓樓的全盛時期，其後咸豐元年（1851年）、同治二年（1863年）又有整修。

### 日治時期
大正三年（1914年）重修，昭和十七年（1942年）因拓寬廟前的嶽帝廟街（此街可達大東門城:120）為9公尺而拆毀鐘鼓樓與前殿，將三川門內移到四垂亭作為拜殿，移走門前石獅座，使該廟正殿前缺乏天井，改變甚多。

### 民國時期
1979年又拓寬廟前之建國路（今民權路一段）為15公尺，使得拜殿遭到拆除，廟門移到正殿處，全廟僅餘兩進。1994年重修後整體格局恢復三進，但廟門依然緊臨馬路。該廟古時部分僅存過去的正、後二殿及左護龍，此外還留有清康熙時的神像及乾隆、嘉慶時的石作、木雕。1995年起建五朝祈安清醮建醮。2001年鄰近之「元會境火王爺神明會」聖爐因成員凋零而入祀該廟。

## 祭祀

### 祀神[10]
- 主殿：主祀東嶽仁聖大帝，並陪祀壽神彭祖仙翁、夭神甘羅公子、天醫真人、七爺八爺、牛頭馬面、功德司爺、速報司爺。
- 中殿：主祀地藏王菩薩，陪祀著朱匡老爺（痘瘡之神，相傳是駐臺清兵所祭奉之神像）、護國尊王、福德正神、月下老人、十殿閻君、文武判官、催魂攝魄兩位將軍、范謝將軍。
- 後殿：主祀酆都大帝，陪祀註生娘娘、霞海城隍爺[6]。
- 偏殿：觀音佛祖，配祀善財、龍女。

### 祭儀
而除了建築等古物外，東嶽殿亦以舉行各種，民俗法事而聞名，而其中最具代表性的為「打城」。
打城是「攻打枉死城」的意思，是一種令亡魂脫離枉死城的法事。這種法事多半是因為家中不寧、諸事不順等，而在經乩童或尪姨指點後舉行，好讓亡者得到安息，通常需要以此種法事來超渡的亡魂為未婚男女、流產或墮胎的嬰兒、難產婦女和枉死者。此外由於進行這種法事需要向東嶽大帝求旨，所以只能在供奉東嶽大帝的廟宇舉行。
目前在臺南東嶽殿舉行此法事的步驟如下，完成一次需時約大半天：
| 順序 | 名稱     | 簡介 |
| ---- | -------- | --- |
| 1    | 請神調營 | 上疏請求東嶽大帝赦免亡魂，並調來神兵相助。                                                                                         |
| 2    | 引魂點魄 | 這四項步驟屬於「落地府」性質，是指在得到東嶽大帝的赦免令並且獲得神兵相助後，便下到地府請土地公帶領到亡魂山，將亡魂從枉死城中帶走。 |
| 3    | 開路打關 | 這四項步驟屬於「落地府」性質，是指在得到東嶽大帝的赦免令並且獲得神兵相助後，便下到地府請土地公帶領到亡魂山，將亡魂從枉死城中帶走。 |
| 4    | 出枉死城 | 這四項步驟屬於「落地府」性質，是指在得到東嶽大帝的赦免令並且獲得神兵相助後，便下到地府請土地公帶領到亡魂山，將亡魂從枉死城中帶走。 |
| 5    | 過奈何橋 | 這四項步驟屬於「落地府」性質，是指在得到東嶽大帝的赦免令並且獲得神兵相助後，便下到地府請土地公帶領到亡魂山，將亡魂從枉死城中帶走。 |
| 6    | 藥王治病 | 這兩項步驟是由法師作法，請藥王為亡魂療傷，並為亡魂念懺超渡。                                                                       |
| 7    | 超渡念懺 | 這兩項步驟是由法師作法，請藥王為亡魂療傷，並為亡魂念懺超渡。                                                                       |
| 8    | 牽亡相會 | 屬於「牽亡」性質，讓亡魂上尪姨之身來與親友相會。                                                                                   |
| 9    | 送亡送神 | 將亡魂及神兵送走後，整場法事便宣告結束。                                                                                           |

## 建築與文物

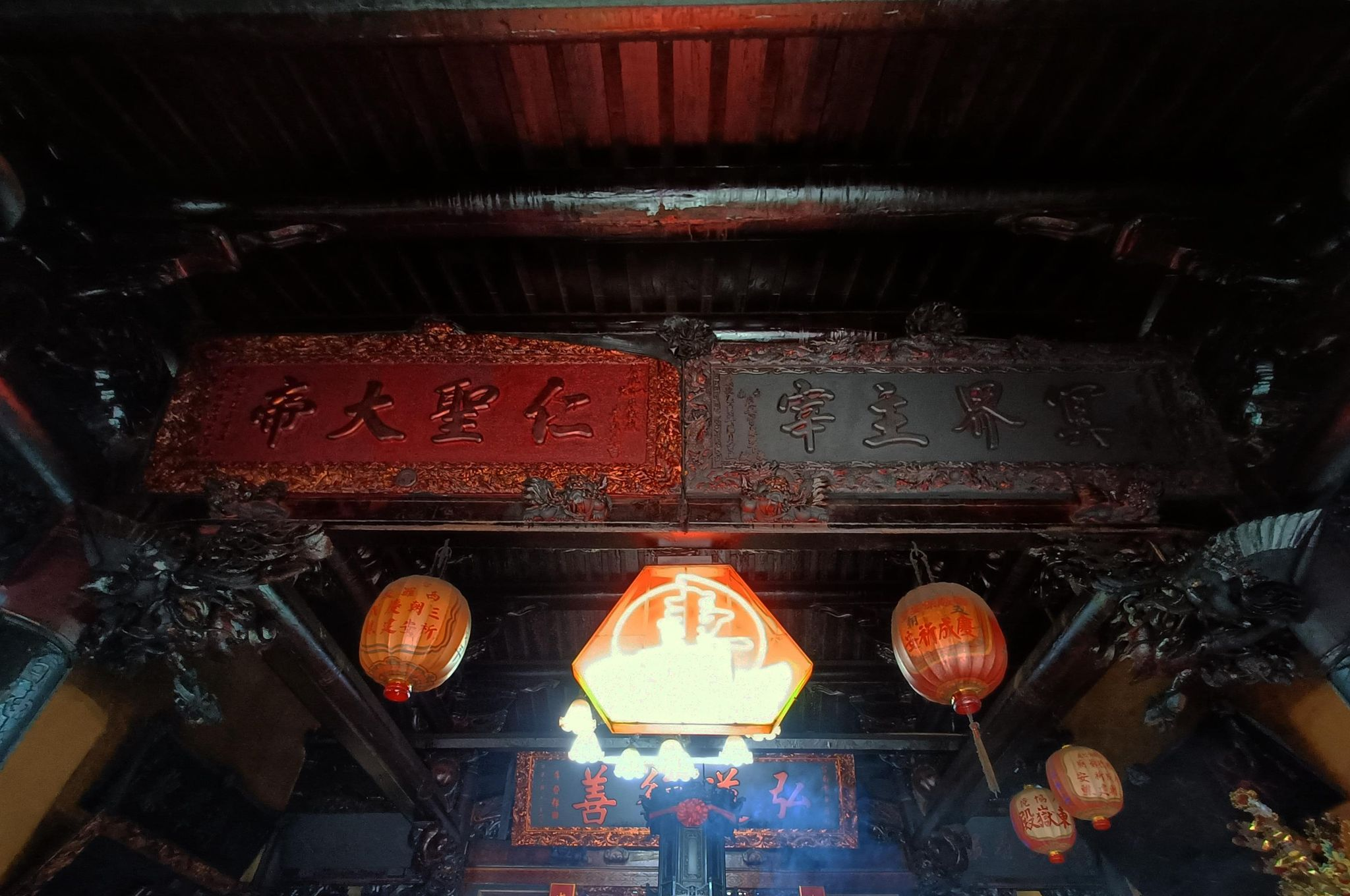
前殿的「冥界主宰」額及「仁聖大帝」額
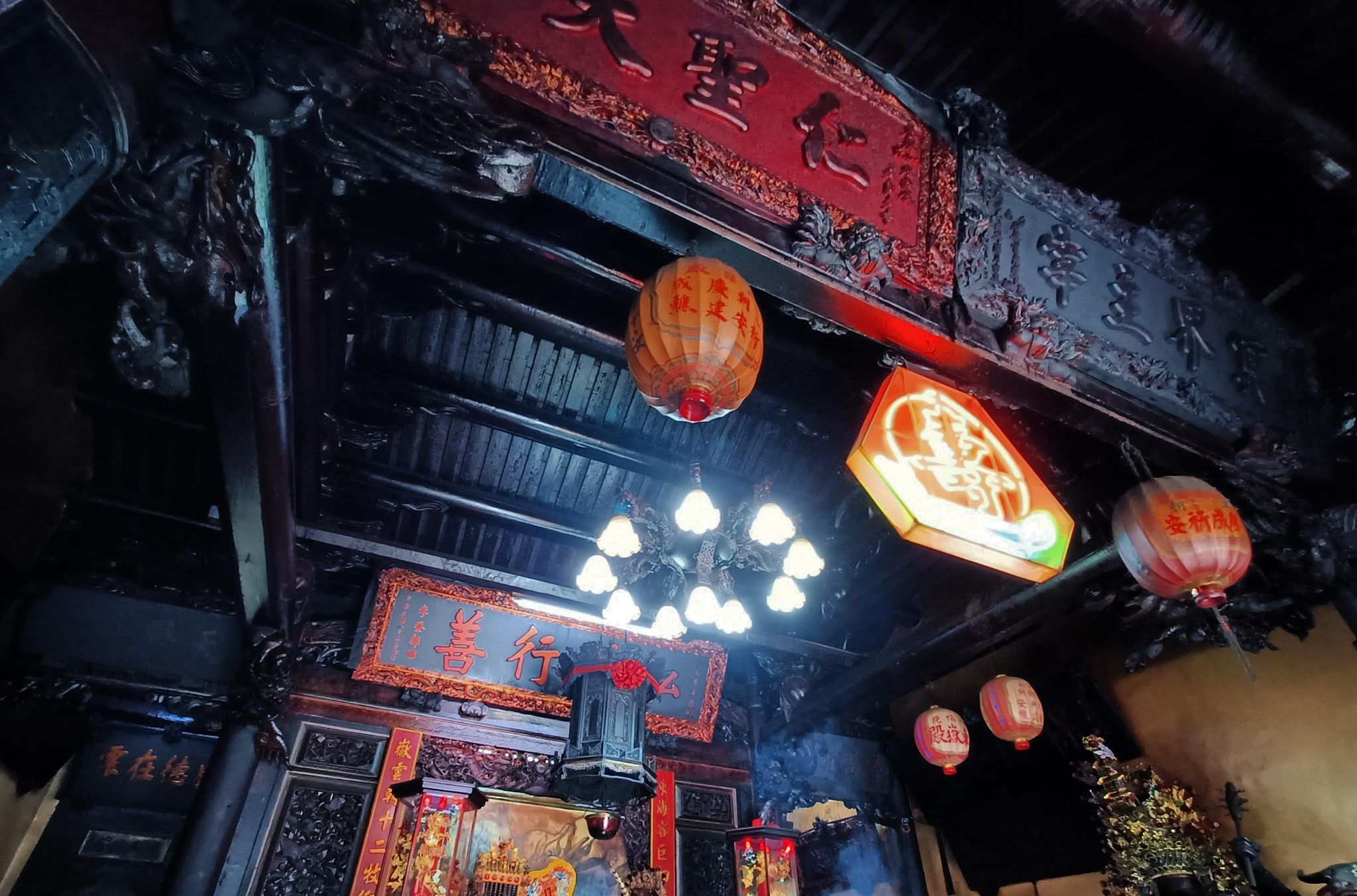
前殿
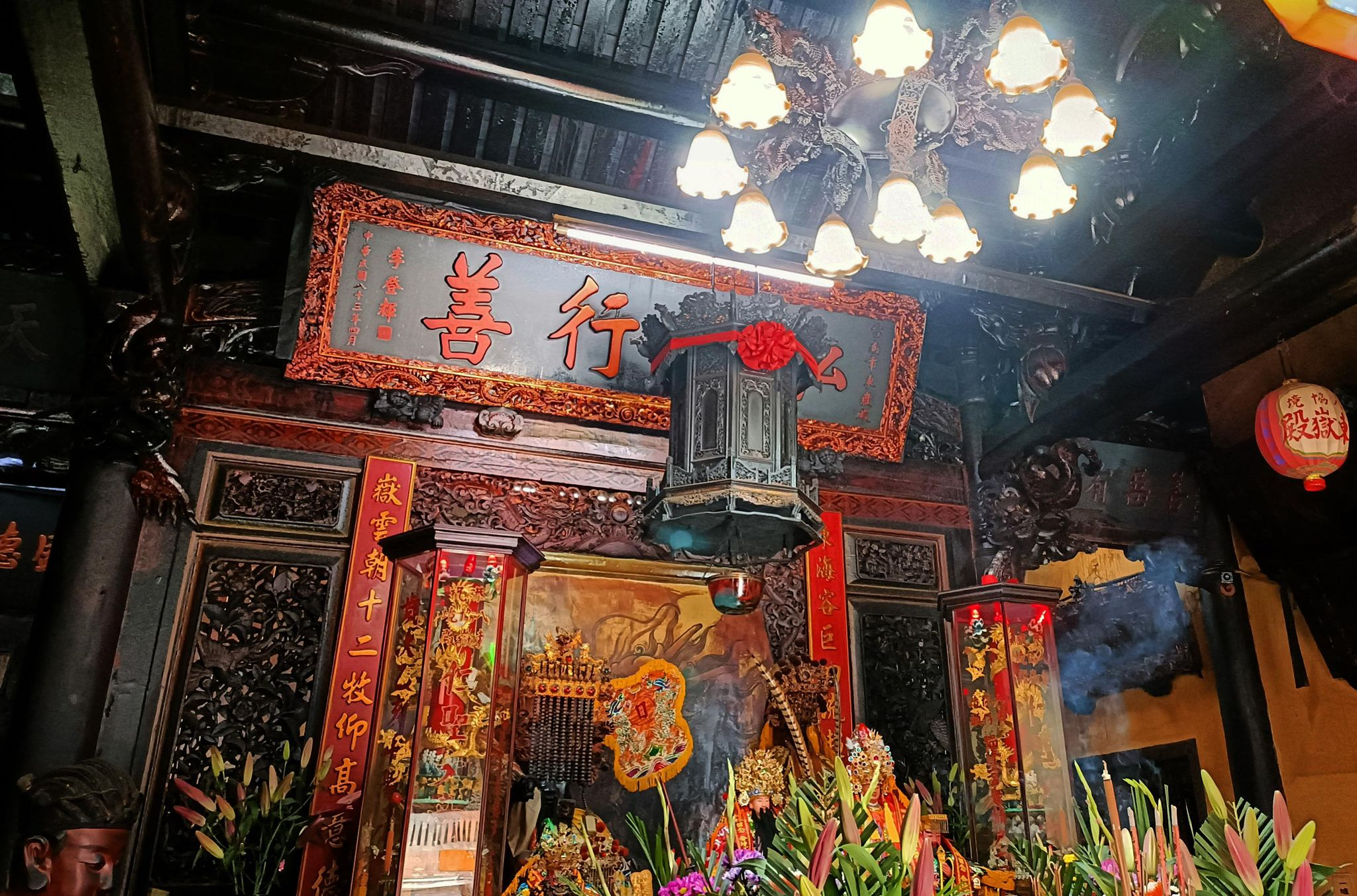
前殿「弘道行善」額，為李登輝所敬獻
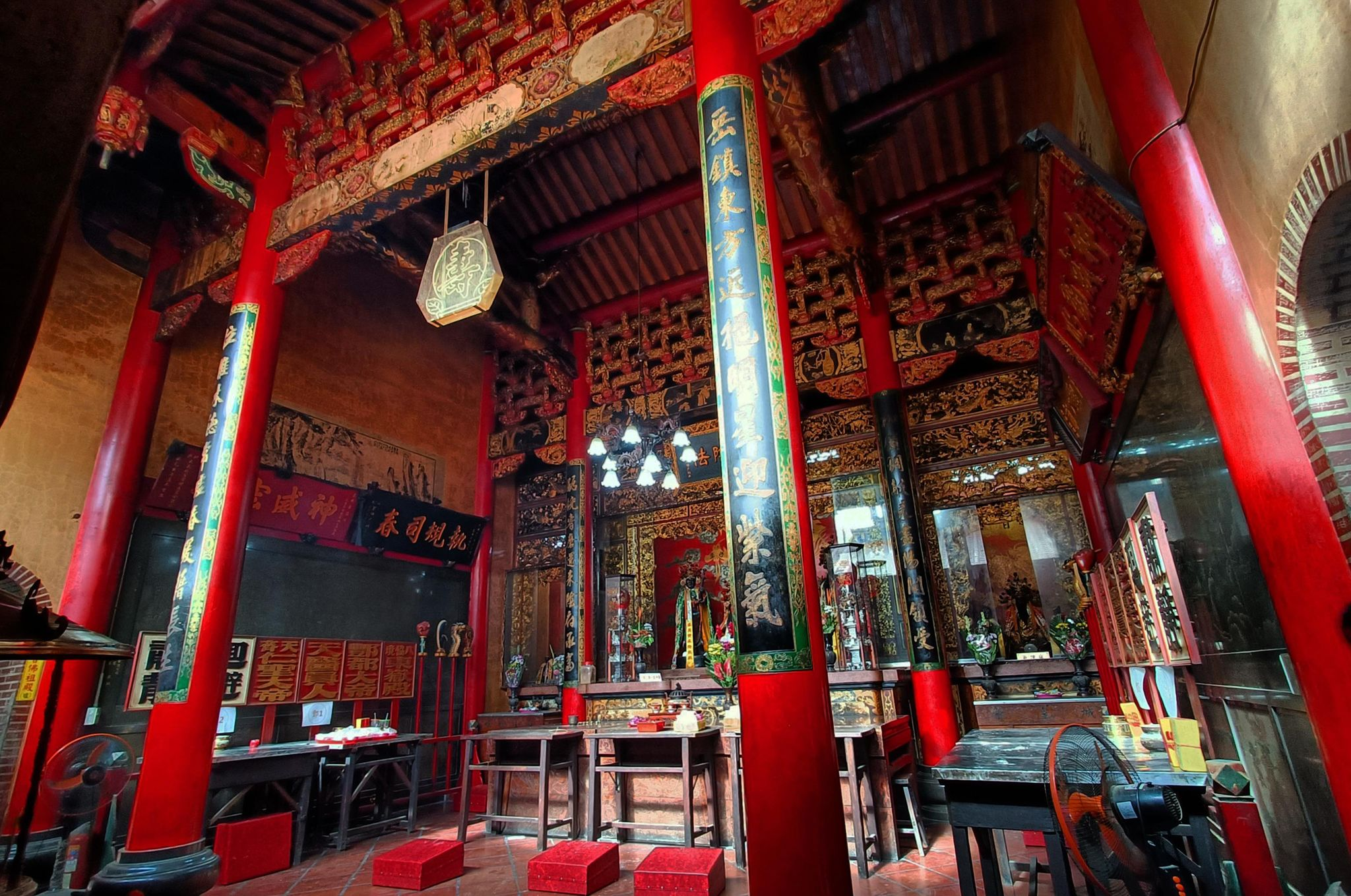
新建的「後殿」

### 建築

#### 舊貌
尚未因市區改正而遭部分拆毀前，東嶽殿原有三進，包含鐘鼓樓、三川門、天井及左右過水廊、正殿(前方可能有四垂亭拜殿)，後天井及過水廊和後殿。面對岳帝廟街(現府前路一段90巷)，前臨橫向岳帝廟前街(現民權路)。
岳帝廟原有的鐘鼓樓位於該廟左、右前方，面對岳帝廟街而立，型制相仿，皆為兩層磚木混和建築，平面為方形，第一層在岳帝廟街側開長方形磚門，石條門楣，無屋簷，僅有灰泥磚砌的疊澀線腳裝飾分格第二層；二樓安置鐘鼓，灰泥白牆，東西兩面各開一開磚拱門，朝岳帝廟側開圓窗，採複合式重檐攢尖頂，下層為方形，上層為八角型，葫蘆結頂，兩層高度緊貼，此型式極為罕見，惜已不存。
三川門今不存，原為三開間，開三門，重檐假四垂頂，即下檐為硬山頂，上檐為歇山頂，下檐硬山頂，其中下檐中港間(明間)又作斷檐升箭口提高高度，形似南屯萬和宮，如此組合為全台灣孤例；兩層中間有類似日治時期溪底派網目斗拱的看架，並有剪黏在屋脊、排頭甚至屋面排列，整體結構繁複、華麗異常。立面有兩細瘦古樸龍柱，蓮花型吊桶，步口外的內側身堵有博古瓶花交趾陶，水車堵剪粘飽滿繁雜超出框架外，牆面並疑似舖有磁磚。
東嶽殿兩側有護龍，今日只剩下左護龍，及部分右護龍，而日治時期疑似就僅存左護龍，原本護龍山牆下水車堵有剪粘，兩側護龍與中路正身間皆有狹長天井分隔。今日尚可以在民權路上看到原本連接右護龍的過水廊。

#### 今貌

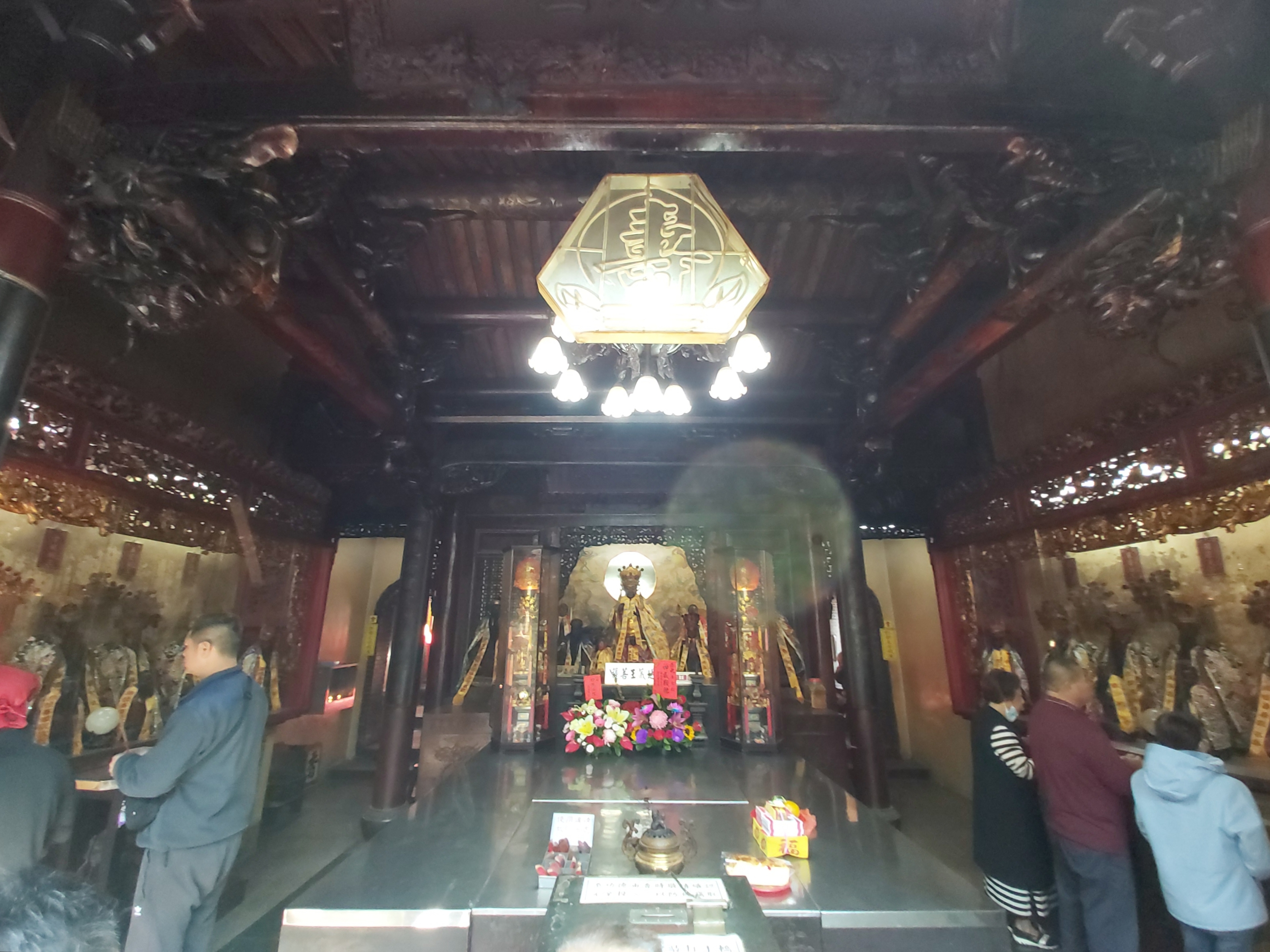
臺南東嶽殿中殿

東嶽殿今有三進，第一進「前殿」為原本正殿，第二進「中殿」為原後殿，第三進則為新建的混凝土結構「後殿」，以及「偏殿」。

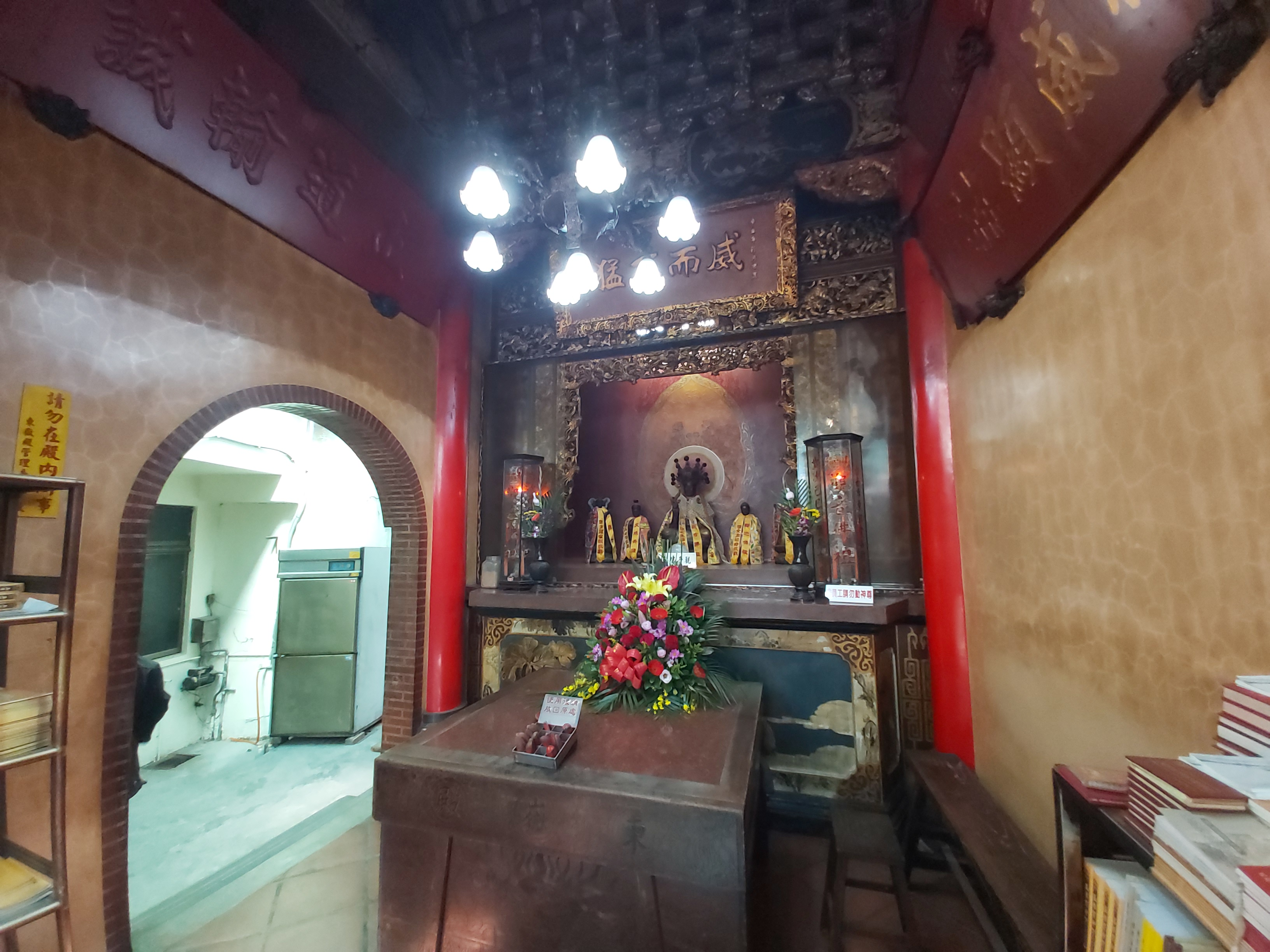
臺南東嶽廟偏殿

前殿與中殿結構牆體均採磚石造，建築構造為擡樑式構造及硬山擱檁承重牆系統混合，前殿與後殿皆面寬三開間，屋頂採雙坡水硬山單檐翹脊式屋頂。最前方有拜亭式的狹窄騎樓結合前殿步口，有兩拱門。前殿身兼正殿及三川門，開三門，空間緊湊，因而顯得陰暗。因原為建築內部正殿，明間寬廣，而次間狹窄。深進11架，前後共用4柱，點金柱棟架架內採三通五瓜疊斗式，牌樓面用木雕，繪門神，有古樸螺紋石球一對。正殿神龕左、右後各開一磚拱門通往中殿。中殿前有天井兩側有過水廊，中殿則作不裝設門扇之敞廳式，較為明亮，前後用4柱，點金柱棟架架內採二通三瓜疊斗式，全部進深共9架，殿前山牆左右各開一門，神龕左右後各開一門。後殿為混凝土建築，空間高敞，兩側山牆有壁畫及十殿閻王石雕。

### 文物
廟內現存的文物包含如：清嘉慶十四年(1809年)「帝出乎震」匾額:7、清乾隆五十年(1785年)造型古樸的石質香爐、清嘉慶十四年 (1809年)、清嘉慶二十四年(1819年)、清道光十九年(1839年)、清咸豐元年(1851年)匾額數幀，和清光緒八年(1882年)由艋舺營守備羅勝標敬獻的「善惡有報」匾。

## 其他
- 清領時期原有岳帝廟街，以本殿而得名。即現今府前路一段90巷北段。
- 日治時期原訂在此設立「岳帝町」，即取自本殿名稱，唯最後以高砂町定案，屬三丁目。
- 戰後頒佈新道路名稱，國民政府不查「岳帝廟」而以為祭祀岳飛，便將殿前道路錯誤命名為武穆街（武穆為岳飛諡號）。之後改名為建國路，於1980年代再整併為民權路一段至今。

## 交誼境
八協境東門大人廟、八協境市仔頭福隆宮、開臺聖地三老爺宮、頂大道祀典興濟宮、臺灣府城隍廟、九六新村慶安宮、四安境頂太子沙淘宮、四安境南廠保安宮、八吉境五帝廟、下林建安宮、六合境油行尾福德爺廟、六合境仁厚境福德祠、大銃街元和宮全臺白龍庵、祀典武廟、南勢街西羅殿。

## 外部連結
- 官方网站
- 台南市政府觀光旅遊局—東嶽殿 （页面存档备份，存于）